# Bidrahalli, Chikodi
Bidrahalli là một làng thuộc tehsil Chikodi, huyện Belgaum, bang Karnataka, Ấn Độ.